# Freshwater (film)
Pour les articles homonymes, voir Freshwater.
Pour plus de détails, voir Fiche technique et Distribution.
Freshwater est un film d'horreur américain réalisé par Brandeis Berry, sorti en 2016

## Fiche technique
- Titre : Freshwater
- Réalisation : Brandeis Berry
- Producteur :
- Producteur exécutif :
- Superviseur de la production :
- Producteur associé :
- Coordinateur de production :
- Musique :
- Société de production :
- Société de distribution :
- Langue : anglais
- Dates de sortie : 
  - Taïwan : 26 février 2016 (VàD)

## Distribution
- Zoe Bell : Brenda Jaymes[2]
- Joe Lando : Sherrif Jones